# Gustaf Clason
Isak Gustaf Clason, född 28 mars 1893 i Stockholm, död 29 december 1964 i Stockholm, var en svensk arkitekt och etsare. Han var son till Isak Gustaf Clason och Kristina (Kerstin) Augusta Petre och bror till Peder Clason.

## Liv och verk

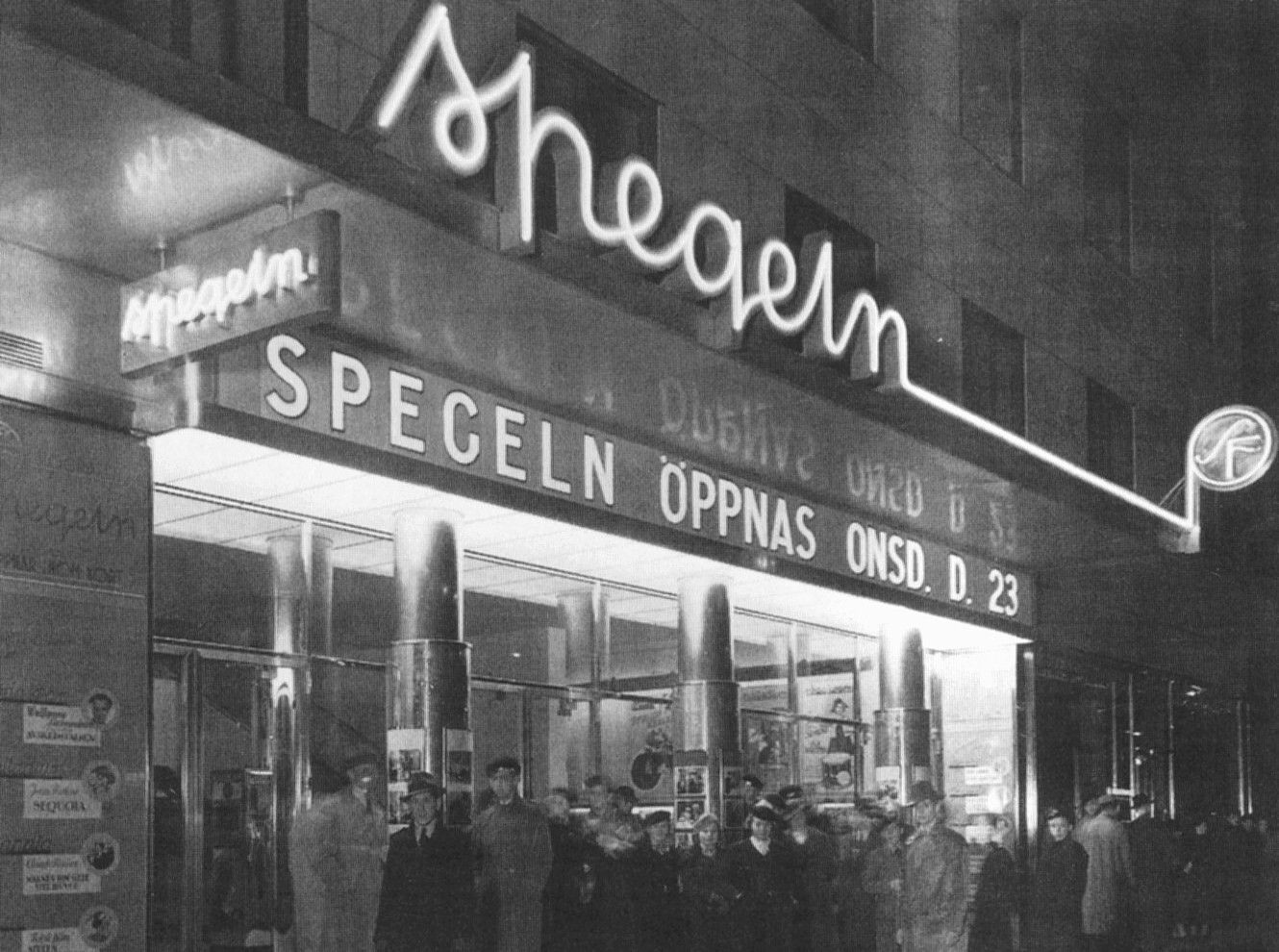
Biograf Spegeln, Stockholm, formgiven av Gustaf Clason 1935

Han studerade arkitektur vid Kungliga Tekniska Högskolan i Stockholm 1912–1917 samt vid Konstakademiens byggnadsskola 1917–1919, samtidigt som han var privatelev i etsning för Axel Tallberg. Han anställdes som arkitekt vid byggnadsstyrelsen 1923.  
Åren 1923–1936 arbetade han och Wolter Gahn med ombyggnaden för Kanslihuset i Stockholm efter en uppmärksammad arkitekttävling. År 1935 gestaltade han biograf Spegeln, som var en av Stockholms första biografer i funktionalistisk stil. Clason ritade Thulehuset på Sveavägen, som när det stod färdigt 1942 ansågs vara det mest rationella i landet.
Som etsare har Clason huvudsakligen utfört arkitekturmotiv.
Gustaf Clason var från 1925 gift med konstnären Märtha Bolin (1902–1988), dotter till överste Arvid Bolin och Anna Gibson, och fick barnen Ann Charlotte 1927, Lena 1930, Gustav 1935 och Martina Clason 1938. Clason finns representerad vid Nationalmuseum  och statens porträttsamling på Gripsholms slott.

## Verk i urval
- Stefanskyrkan, Stockholm (invändig ombyggnad) 1925–1926
- Ombyggnad av Stockholms handelskammares hus, Västra Trädgårdsgatan 9, 1922–1923
- Åbyggnad av B Carlssons hus, Jakobstorg 1, 1925–1928
- Kanslihuset, Mynttorget 2 (tillsammans med Wolter Gahn) 1923–1937
- Städernas allmänna brandstodsbolag, Birger Jarlsgatan 16, 1934–1935
- Tingshus i Katrineholm, 1938–1939
- Thulehuset, Sveavägen 40–48, 1938–1940
- Ombyggnad av von Rosenska palatset, Strandvägen 55, 1940–1941
- Murmästareämbetets hus, Nybrogatan 22, 1951 (fasadändring)
- Restaurering av Bergslagets museum 1920–1921
- Bergslagets direktörsbostad, Falun 1932 (Ursprungs-arkitekt av bostaden Klas Boman 1907). Ombyggnation, inklusive utformning av ny trädgård. Villavägen 10 / Lorichsvägen 2 Till stor del identisk med interiör från fadern Isak Gustaf Clasons ritningar av Kåvi säteri 1929
- Dalarnas brandstodsbolag, Falun 1933.
- Södermanlands läns brandstodsbolag 1924–1926
- Trefaldighetskyrkan i Kristianstad 1925–1928
- Stockholms Byggmästareföreningens hus, Wennerbergsgatan 10, 1959
- Sundsvallsbanken, Storgatan 30, Luleå 1960–1961

## Bilder

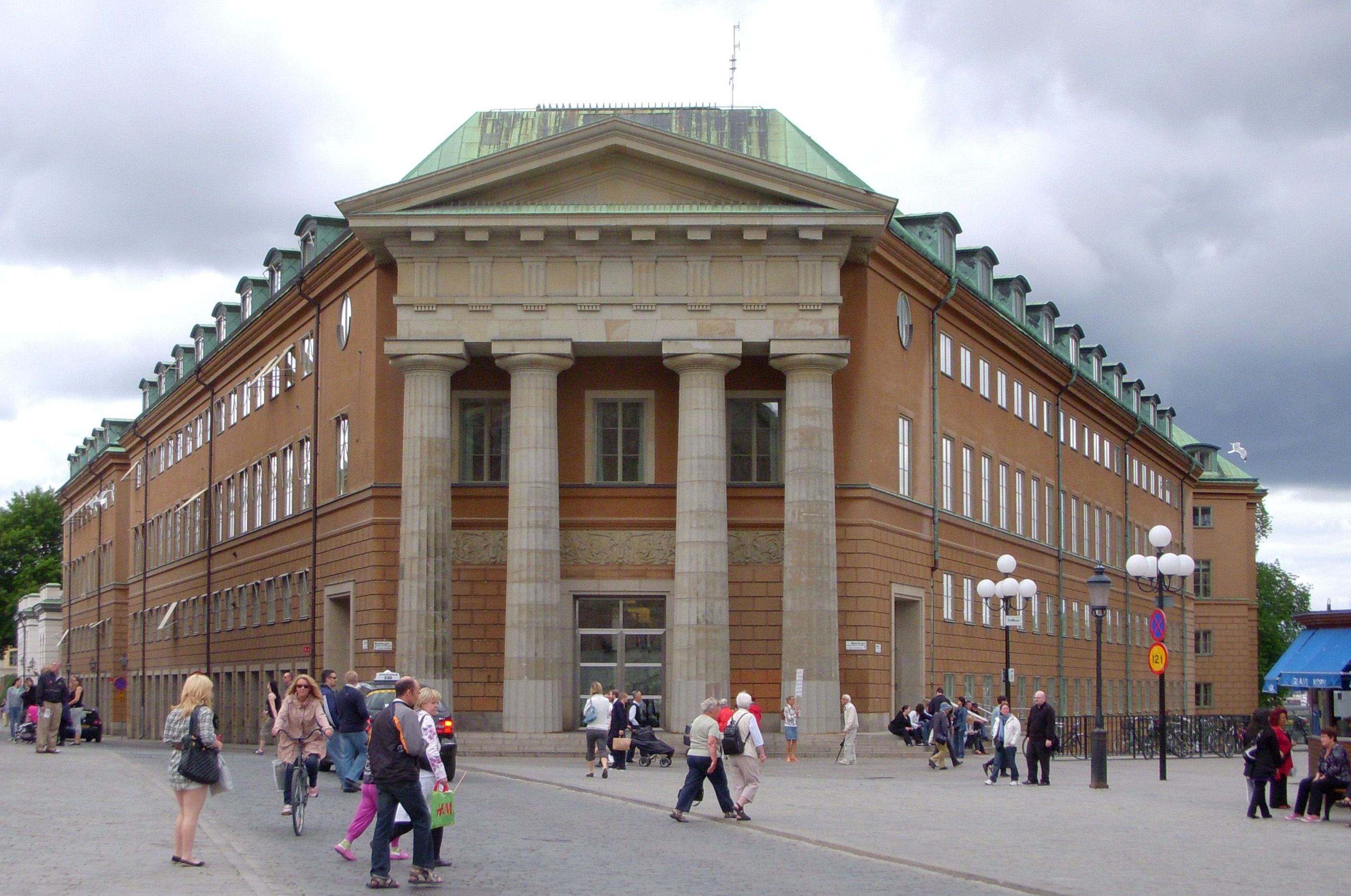
Kanslihuset
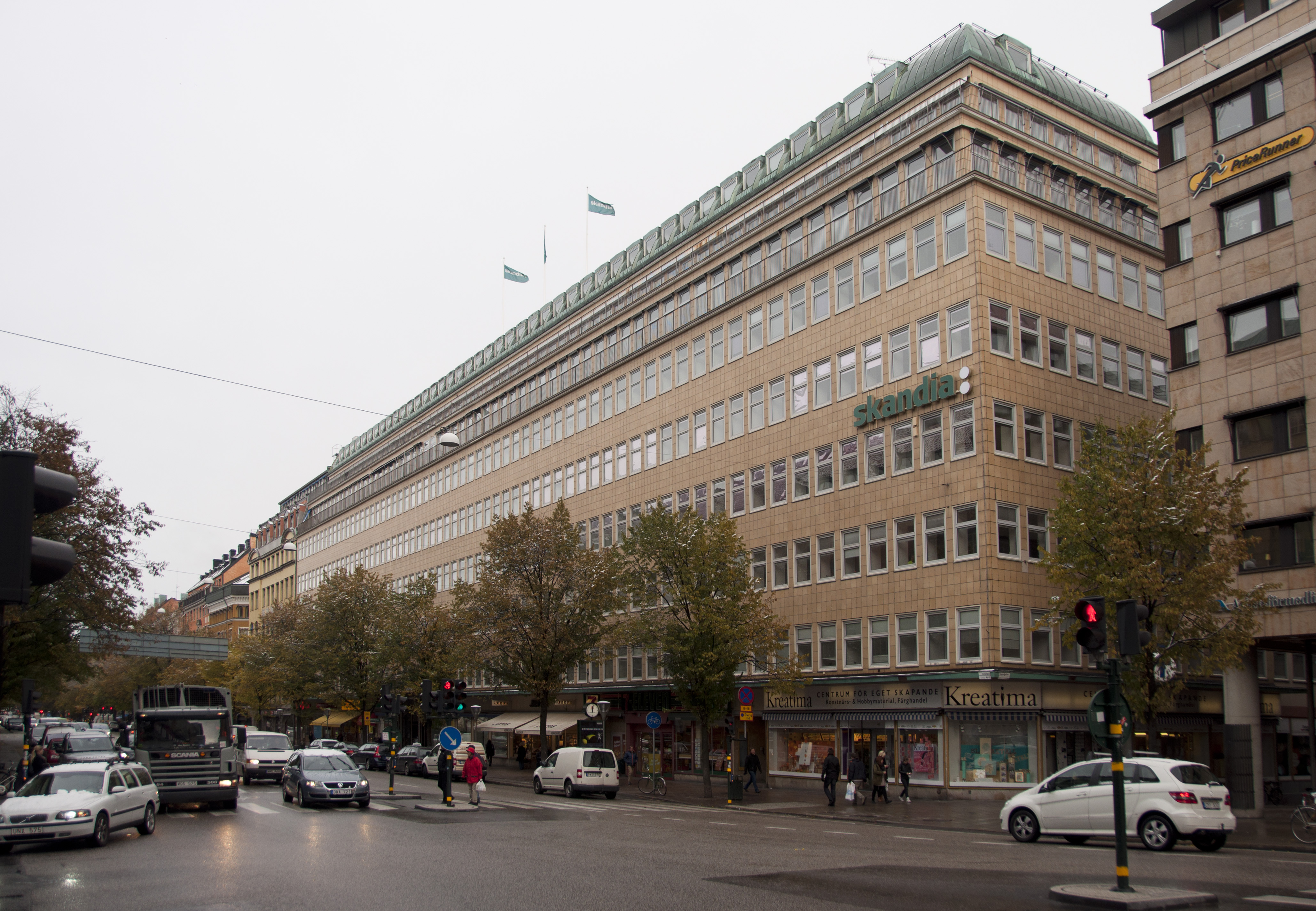
Thulehuset
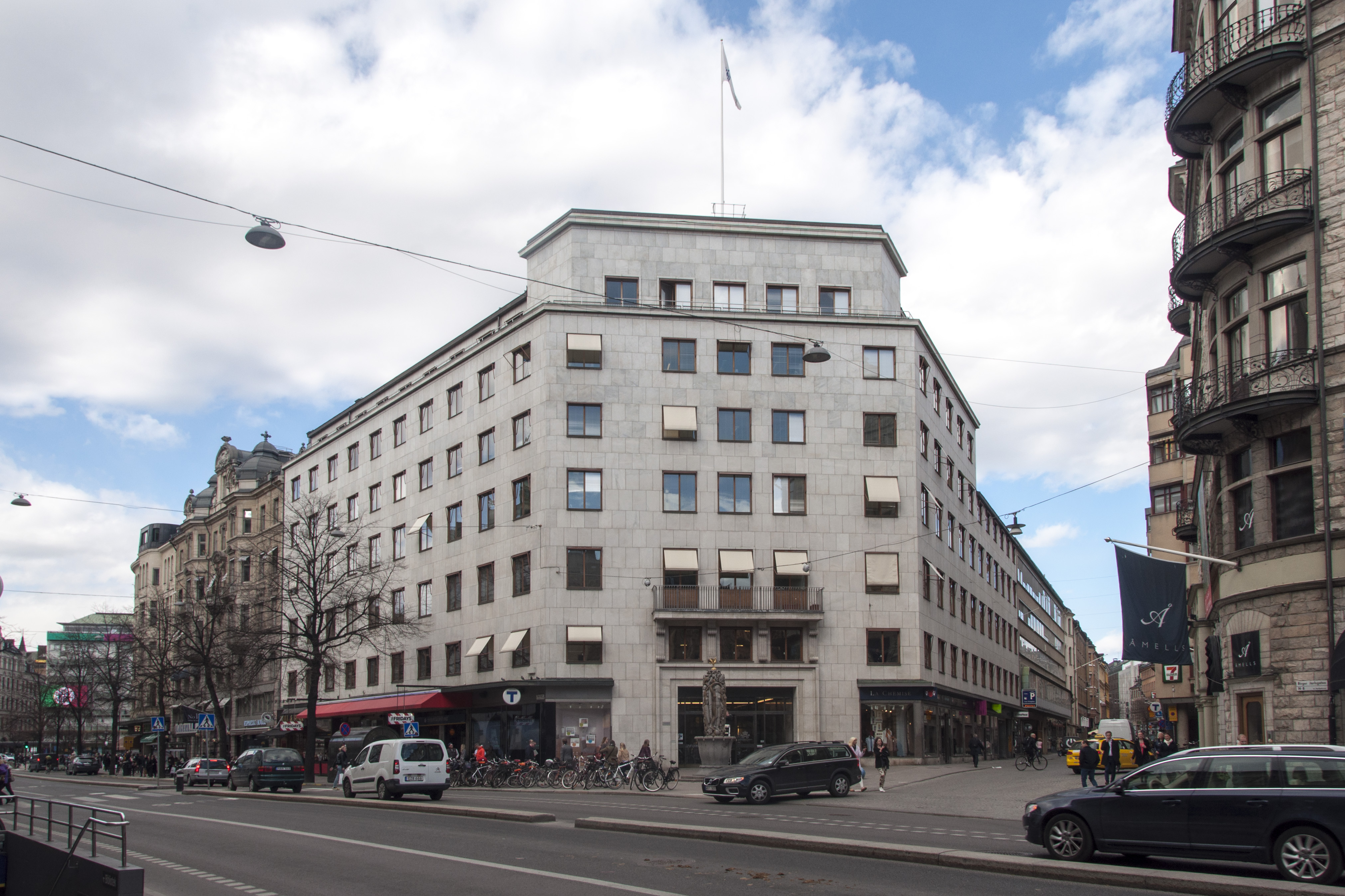
Städernas allmänna brandstodsbolag
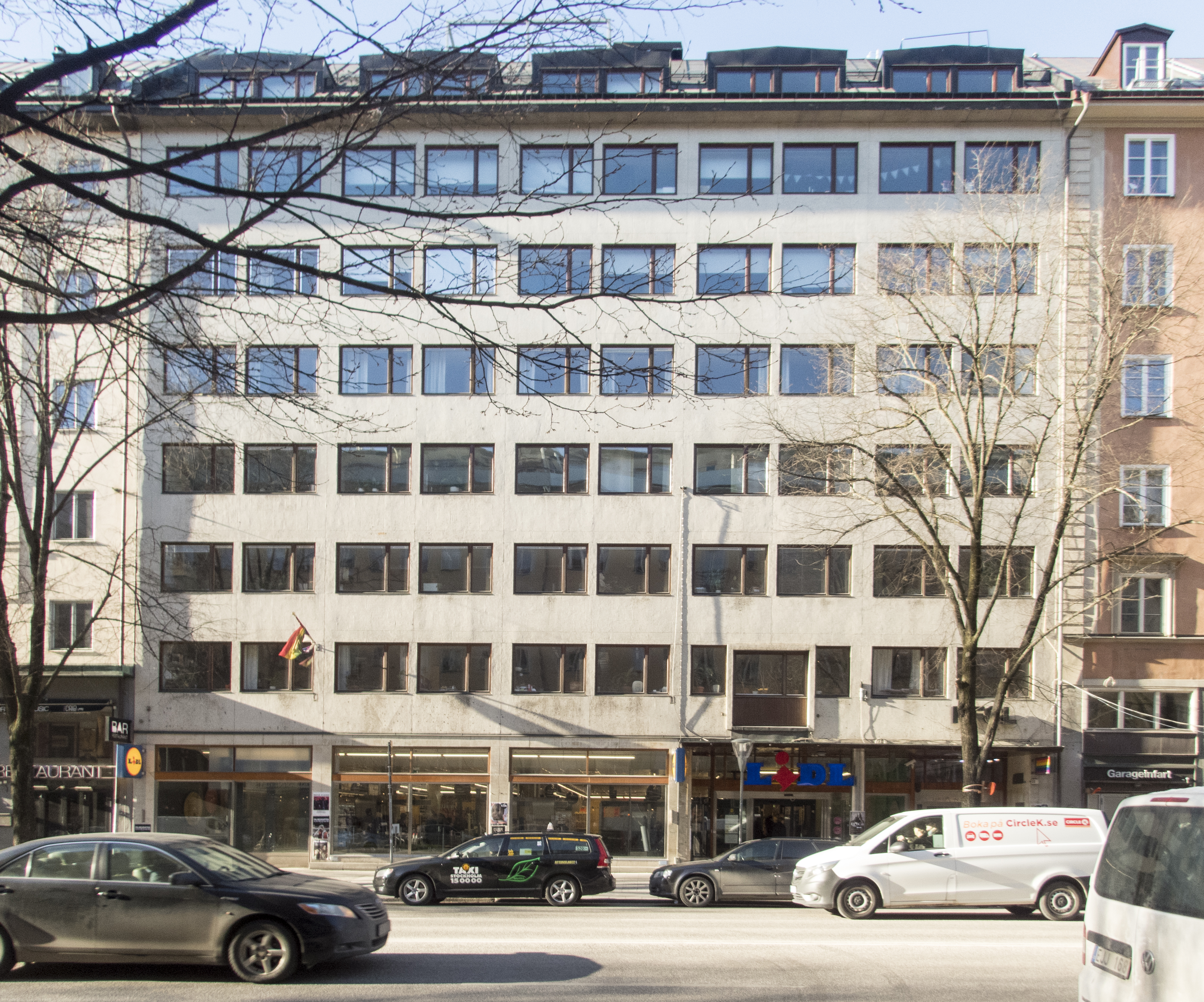
Våghalsen 12